# Peter Andreas Hansen
Peter Andreas Hansen (8. december 1795 i Tønder – 28. marts 1874 i Gotha) var en dansk/tysk astronom.
Hans far var urmager, og efter sin konfirmation kom han i urmagerlære i Flensborg. Her viste han evner for matematik og mekanik. Et år var han lærling i Berlin hos en fransk mester, inden han 1819 vendte tilbage som urmager i sin hjemby. Året efter kom han imidlertid til København og fik job som landmåler. I 1822 fik han tjeneste ved det nyopførte observatorium i Altona, og i 1825 blev han direktør for observatoriet i Gotha, hvor han virkede i næsten halvtreds år til sin død. I 1828 blev han gift og fik med tiden syv børn.
Han interesserede sig meget for udvikling af bedre instrumenter og matematiske metoder. Især interesserede han sig dog for himmellegemers bevægelse og tiltrækningskraft. Hvilket var hans hovedvirksomhed og udviklede en teori om perturbationer der var en mellemting af Laplaces og Lagranges teorier. Han var formand for en snes lærde selskaber og fik tre gange Royal Astronomical Societys guldmedalje og flere ordner.
- Hansens observatorie i Gotha
- Mindesten i Tønder
- Gravsten i Gotha